# Trizonia (Grecia)
Trizonia  este o insulă din Grecia în prefectura Focida.